# Cleveland Cavaliers 1985-1986
La stagione 1985-86 dei Cleveland Cavaliers fu la 16ª nella NBA per la franchigia.
I Cleveland Cavaliers arrivarono quinti nella Central Division della Eastern Conference con un record di 29-53, non qualificandosi per i play-off.

## Roster
| N° | Naz.                   | Ruolo | Sportivo         | Anno | Alt. | Peso |
| -- | ---------------------- | ----- | ---------------- | ---- | ---- | ---- |
| 3  | Stati Uniti (bandiera) | G     | Eddie Johnson    | 1955 | 188  | 82   |
| 3  | Stati Uniti (bandiera) | G     | Ennis Whatley    | 1962 | 191  | 80   |
| 5  | Stati Uniti (bandiera) | G     | John Bagley      | 1960 | 183  | 84   |
| 8  | Stati Uniti (bandiera) | AC    | Lonnie Shelton   | 1955 | 203  | 109  |
| 10 | Stati Uniti (bandiera) | G     | Ron Brewer       | 1955 | 193  | 82   |
| 14 | Stati Uniti (bandiera) | G     | Dirk Minniefield | 1961 | 191  | 82   |
| 16 | Stati Uniti (bandiera) | G     | Johnny Davis     | 1955 | 188  | 77   |
| 21 | Stati Uniti (bandiera) | G     | World B. Free    | 1953 | 188  | 84   |
| 24 | Stati Uniti (bandiera) | AC    | Keith Lee        | 1962 | 208  | 98   |
| 25 | Stati Uniti (bandiera) | GA    | Ron Anderson     | 1958 | 201  | 98   |
| 32 | Stati Uniti (bandiera) | AC    | Roy Hinson       | 1961 | 206  | 95   |
| 33 | Stati Uniti (bandiera) | A     | Ben McDonald     | 1962 | 203  | 95   |
| 35 | Stati Uniti (bandiera) | AC    | Phil Hubbard     | 1956 | 203  | 98   |
| 41 | Stati Uniti (bandiera) | AC    | Mark West        | 1960 | 208  | 104  |
| 44 | Stati Uniti (bandiera) | A     | Edgar Jones      | 1956 | 208  | 102  |
| 50 | Stati Uniti (bandiera) | AC    | Ben Poquette     | 1955 | 206  | 107  |
| 54 | Stati Uniti (bandiera) | C     | Mel Turpin       | 1960 | 211  | 109  |

## Staff tecnico
- Allenatori: George Karl (25-42) (fino al 16 marzo)[1], Gene Littles (4-11)
- Vice-allenatori: Gene Littles (fino al 16 marzo), Morris McHone, Herman Kull